# Liste von Fußballstadien in Österreich
Die Liste von Fußballstadien in Österreich enthält alle Stadien der Bundesliga und der 2. Liga sowie eine Auswahl von Spielstätten aus den drei Regionalligen in der Saison 2021/22.

## Stadien nach Kapazität in Österreich

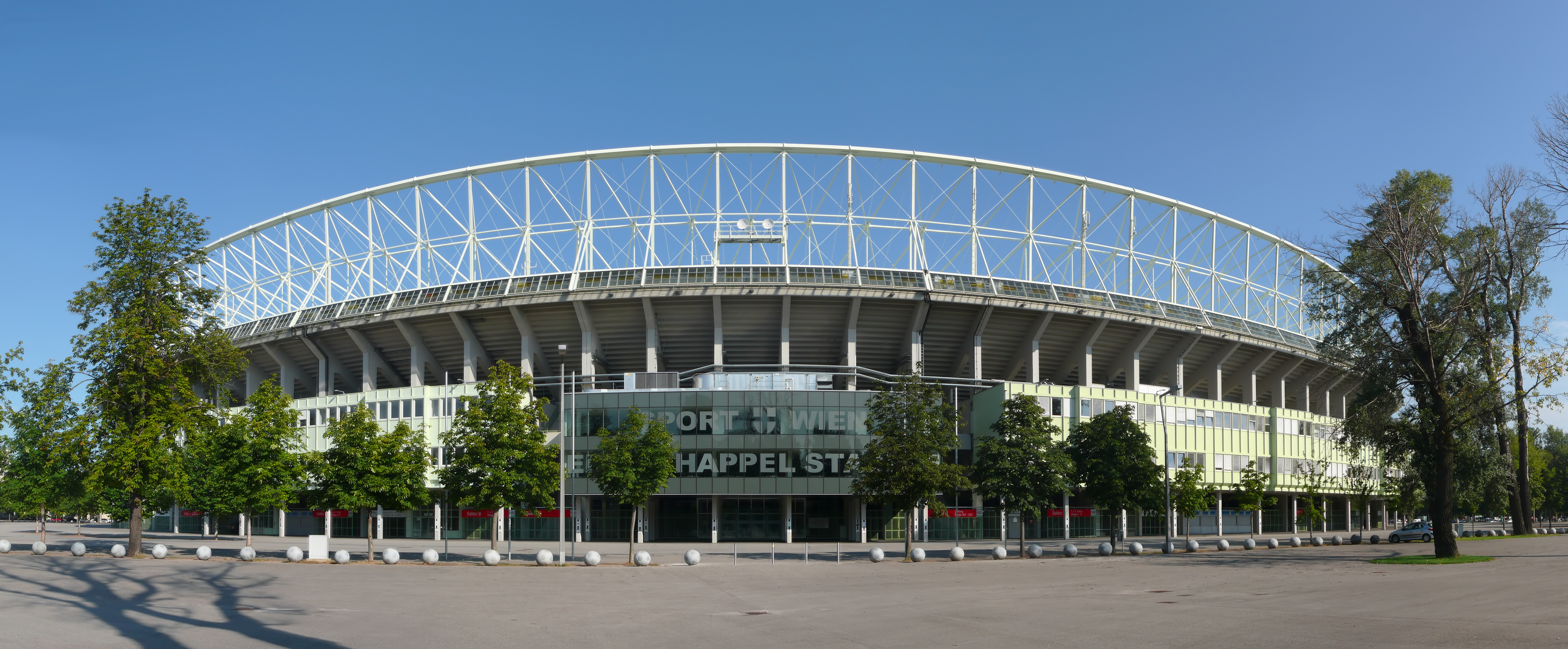
Das Ernst-Happel-Stadion in Wien-Leopoldstadt. Österreichs größtes Fußballstadion

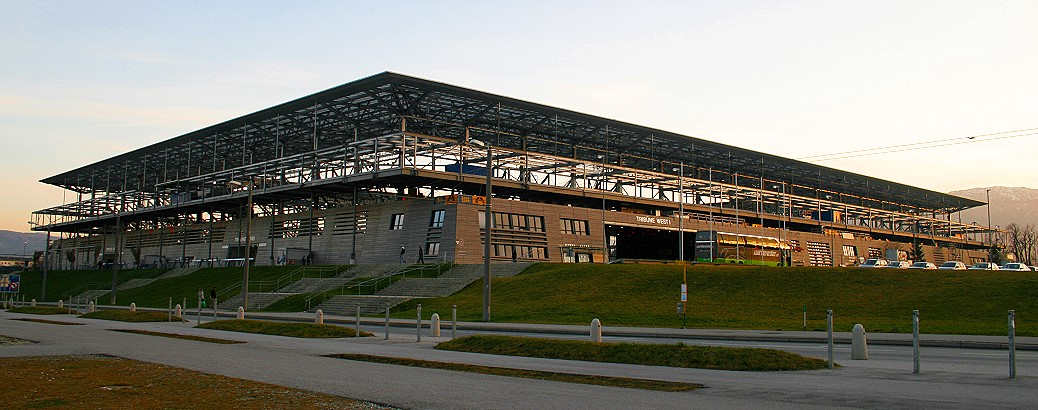
Red Bull Arena in Wals-Siezenheim

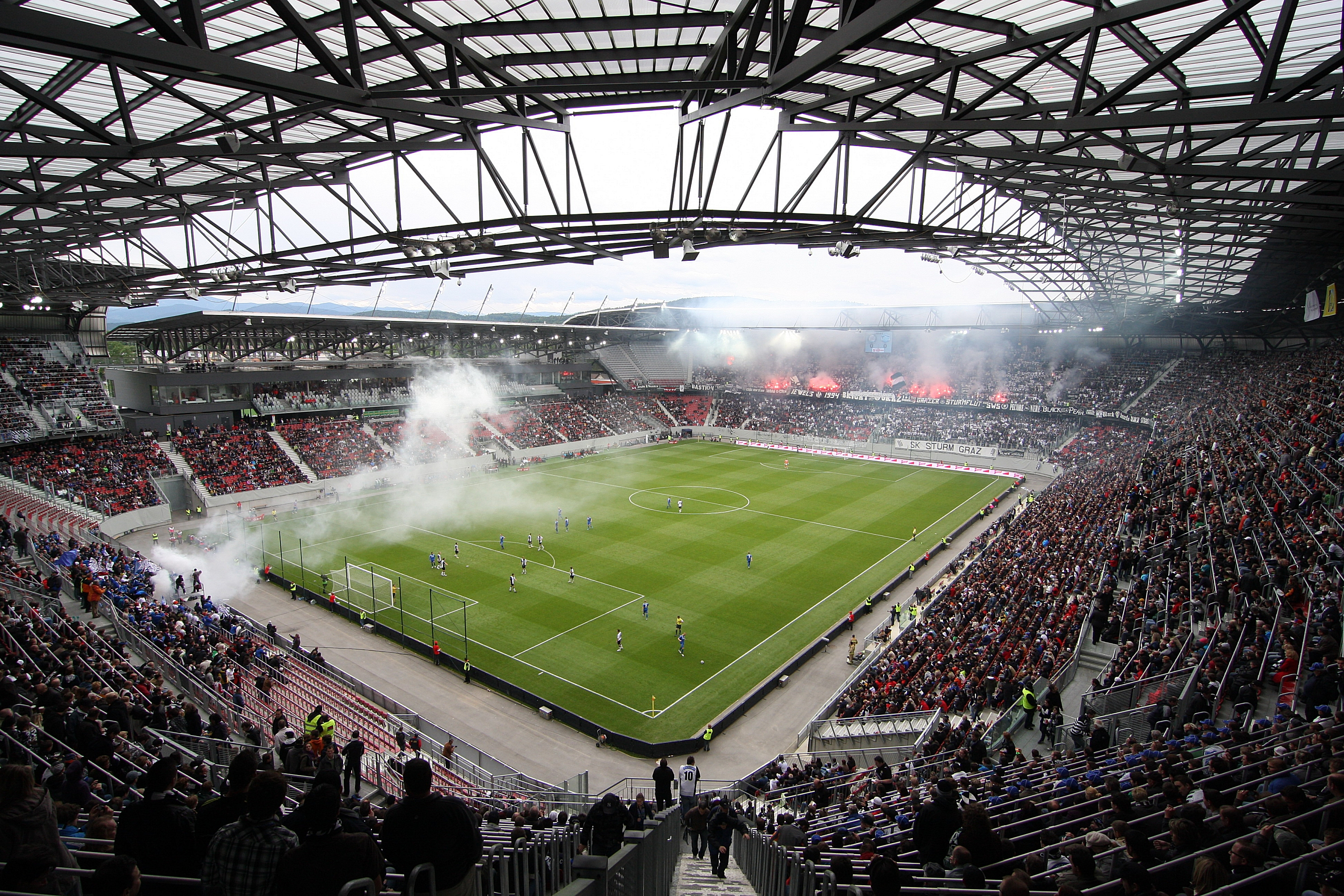
Wörthersee Stadion in Klagenfurt

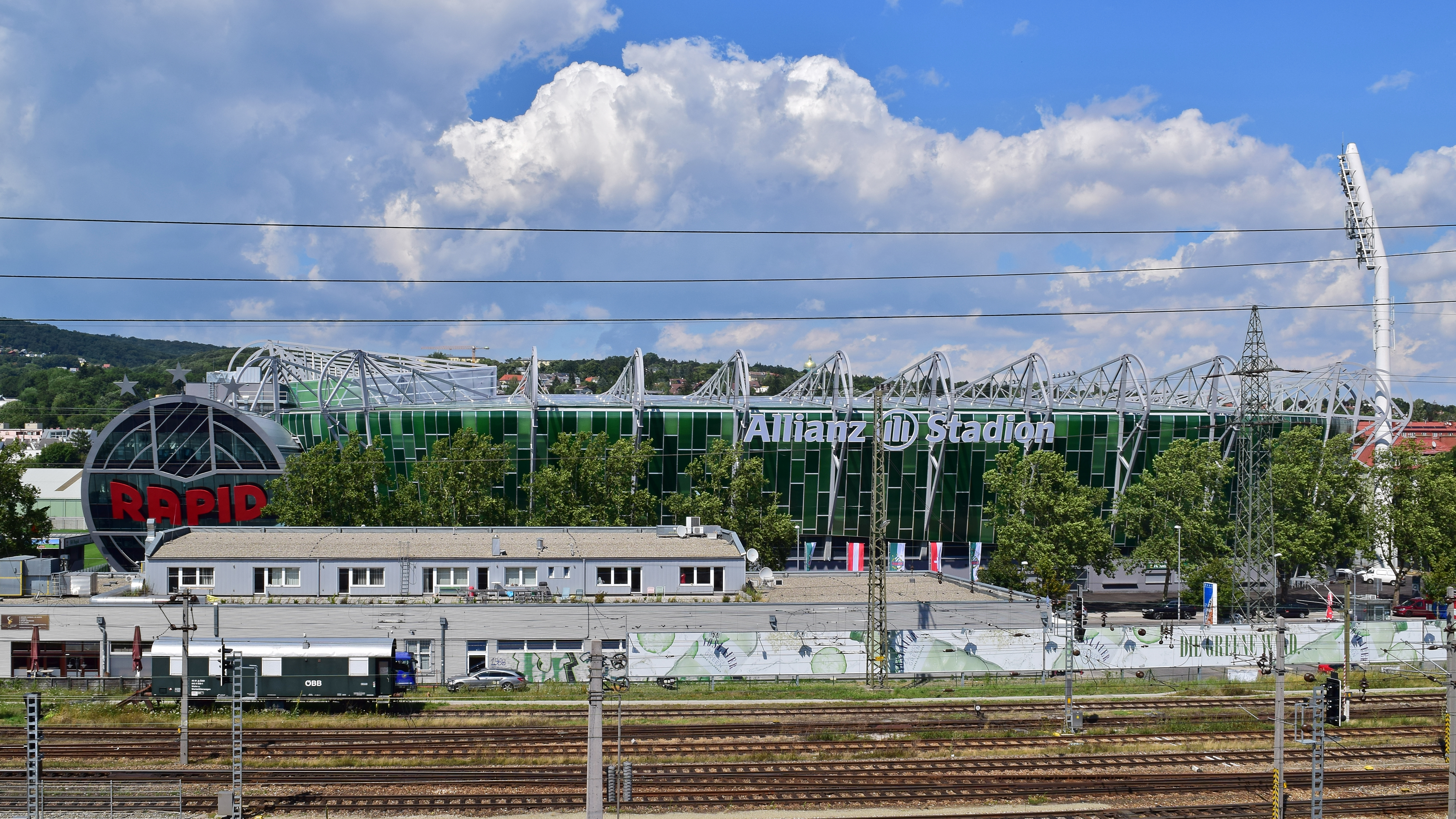
Allianz Stadion in Wien-Hütteldorf

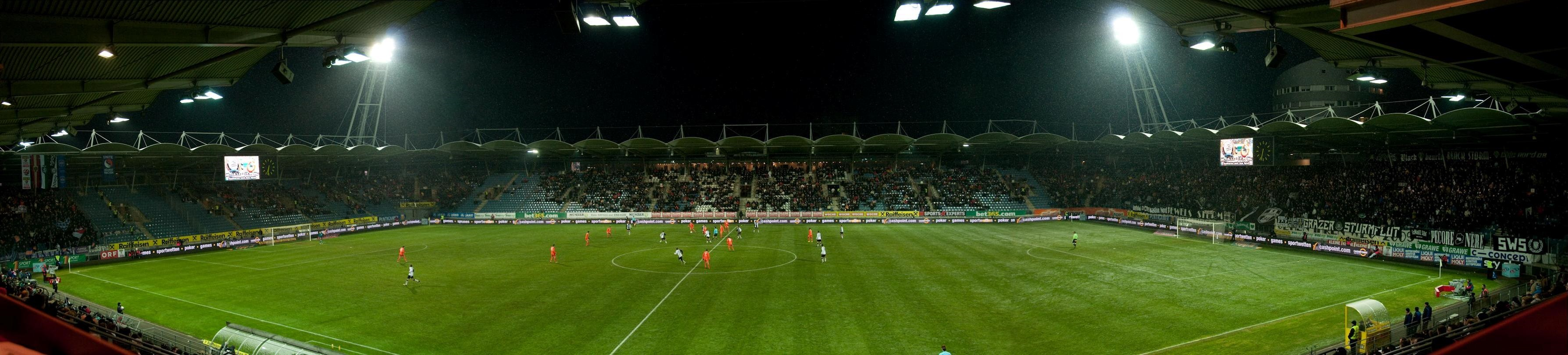
Merkur Arena in Graz-Liebenau

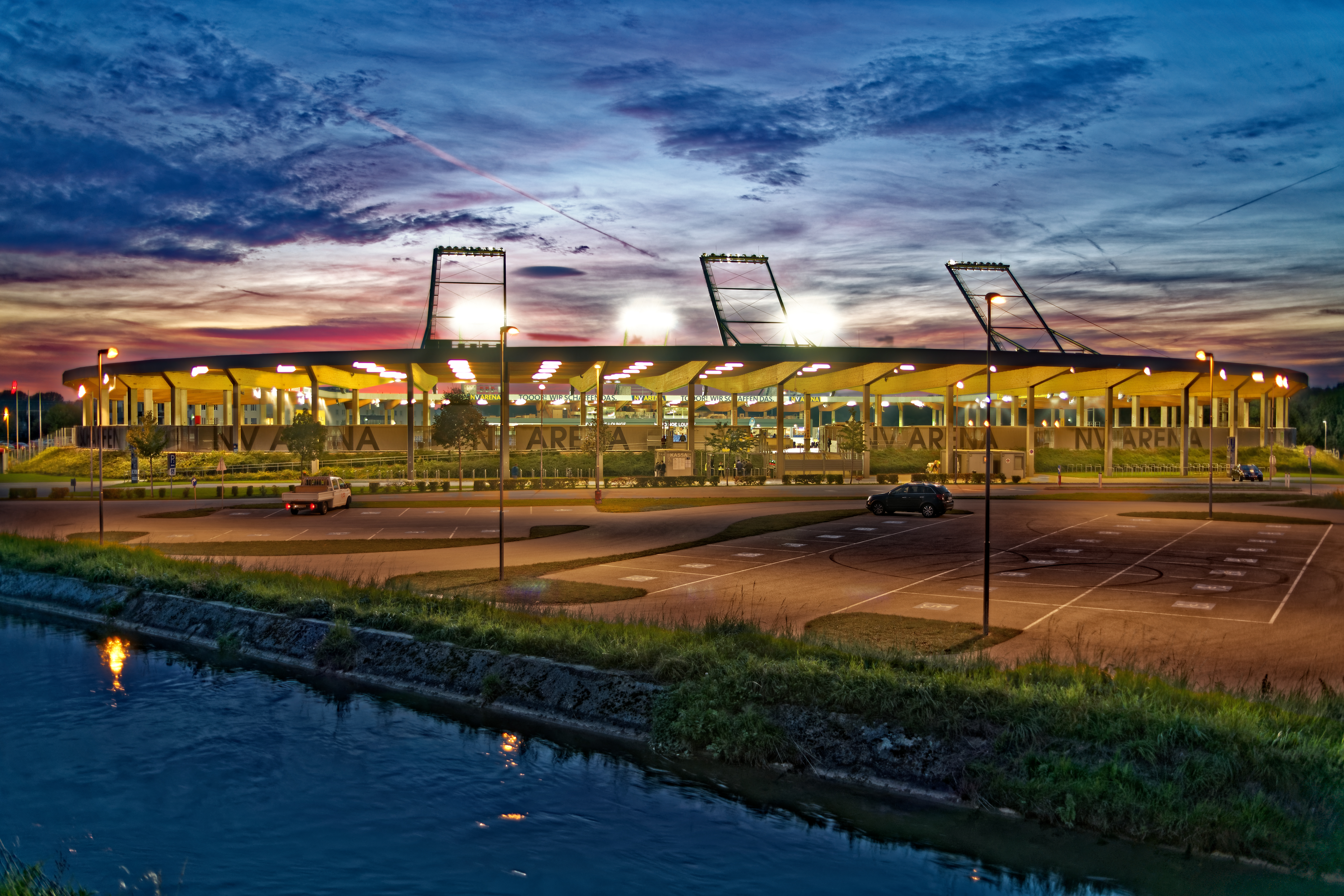
NV Arena in St. Pölten

| Name                 | Team                                      | Ort               | Größe         |
| -------------------- | ----------------------------------------- | ----------------- | ------------- |
| Ernst-Happel-Stadion | Österreichische Fußballnationalmannschaft | Wien-Leopoldstadt | 50.865 Plätze |

### Bundesliga
Die Mannschaften der österreichischen Bundesliga tragen ihre Heimspiele in der Saison 2023/24 in folgenden Stadien aus:
| Stadion                  | Verein                | Stadt/Ort                | Eröffnung | Kapazität |
| ------------------------ | --------------------- | ------------------------ | --------- | --------- |
| Red Bull Arena           | FC Red Bull Salzburg  | Wals-Siezenheim          | 2003      | 30.188    |
| Wörthersee Stadion       | SK Austria Klagenfurt | Klagenfurt am Wörthersee | 2007      | 30.000    |
| Allianz Stadion          | SK Rapid Wien         | Wien-Hütteldorf          | 2016      | 28.345    |
| Raiffeisen Arena         | LASK                  | Linz                     | 2023      | 19.080    |
| Generali Arena           | FK Austria Wien       | Wien-Favoriten           | 1925      | 17.500    |
| Tivoli Stadion Tirol     | WSG Tirol             | Innsbruck                | 2000      | 16.008    |
| Merkur Arena             | SK Sturm Graz         | Graz                     | 1997      | 15.323    |
| Cashpoint-Arena          | SCR Altach            | Altach                   | 1990      | 08.500    |
| Lavanttal-Arena          | Wolfsberger AC        | Wolfsberg                | 1984      | 07.300    |
| Hofmann Personal Stadion | FC Blau-Weiß Linz     | Linz                     | 2023      | 05.595    |
| Reichshofstadion         | SC Austria Lustenau   | Lustenau                 | 1953      | 4592      |
| Profertil Arena Hartberg | TSV Hartberg          | Hartberg                 | 1964      | 04.500    |

### 2. Liga
Die Mannschaften der 2. Liga tragen ihre Heimspiele in der Saison 2023/24 in folgenden Stadien aus:

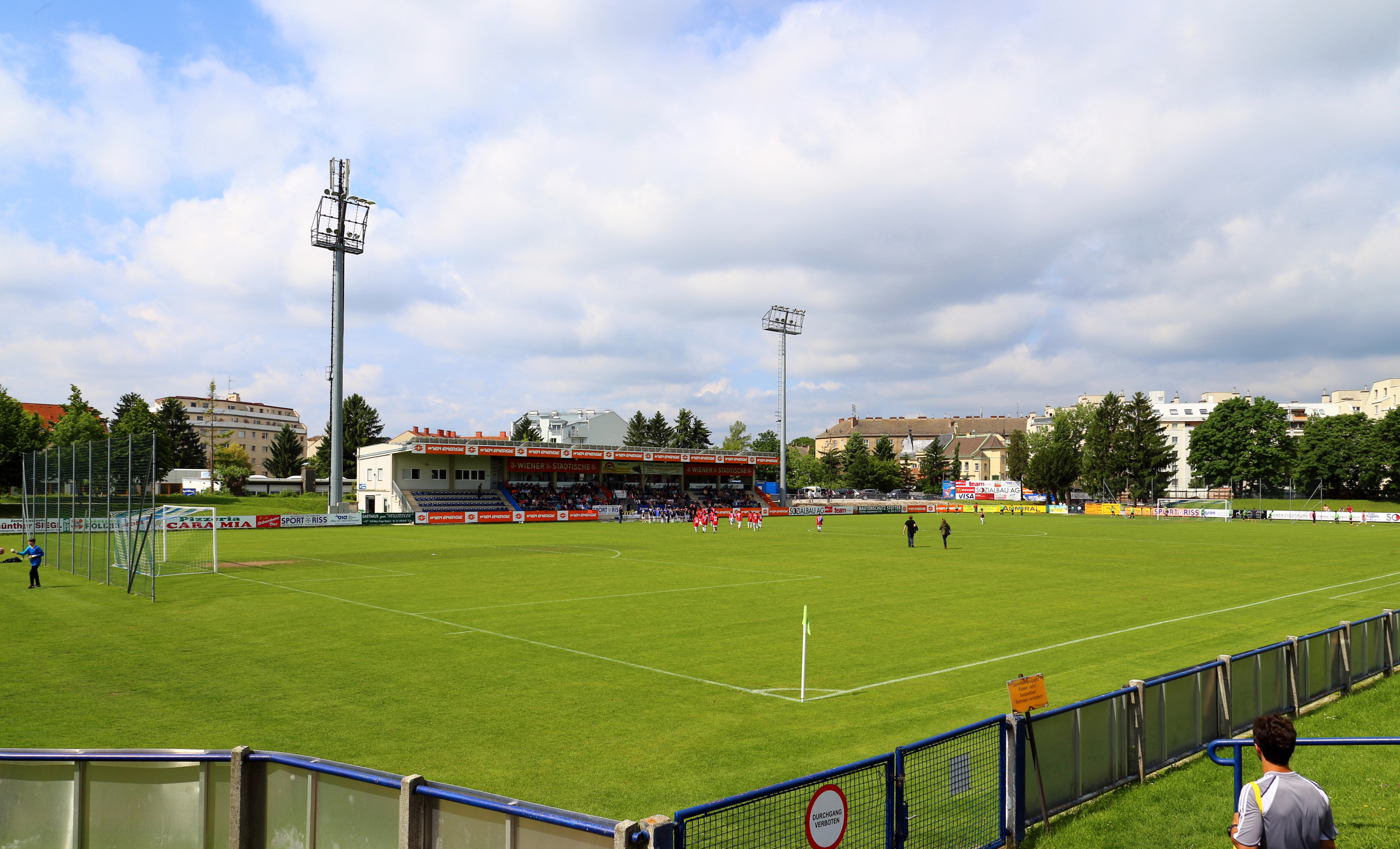
FAC-Platz in Wien-Floridsdorf

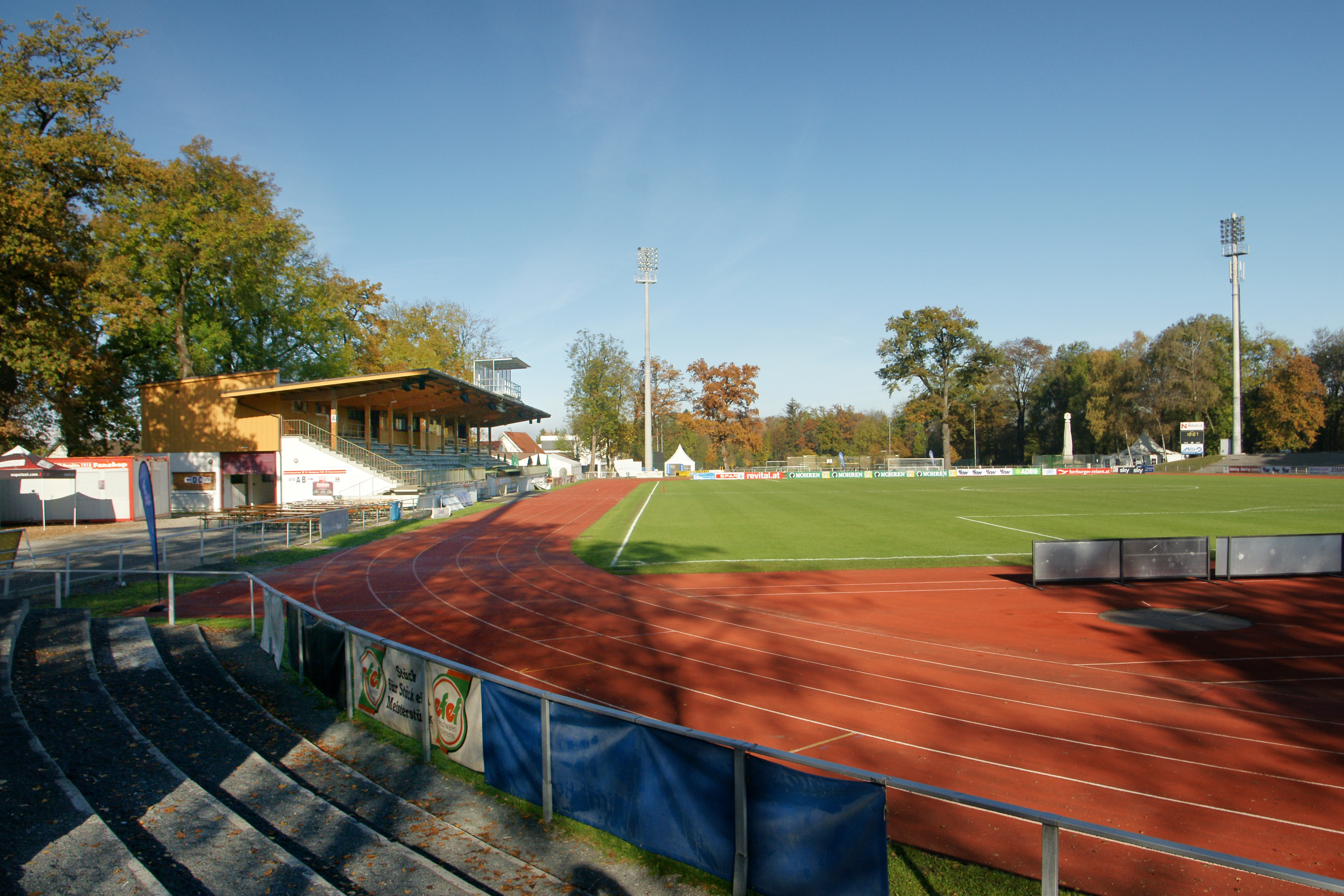
Die Birkenwiese in Dornbirn

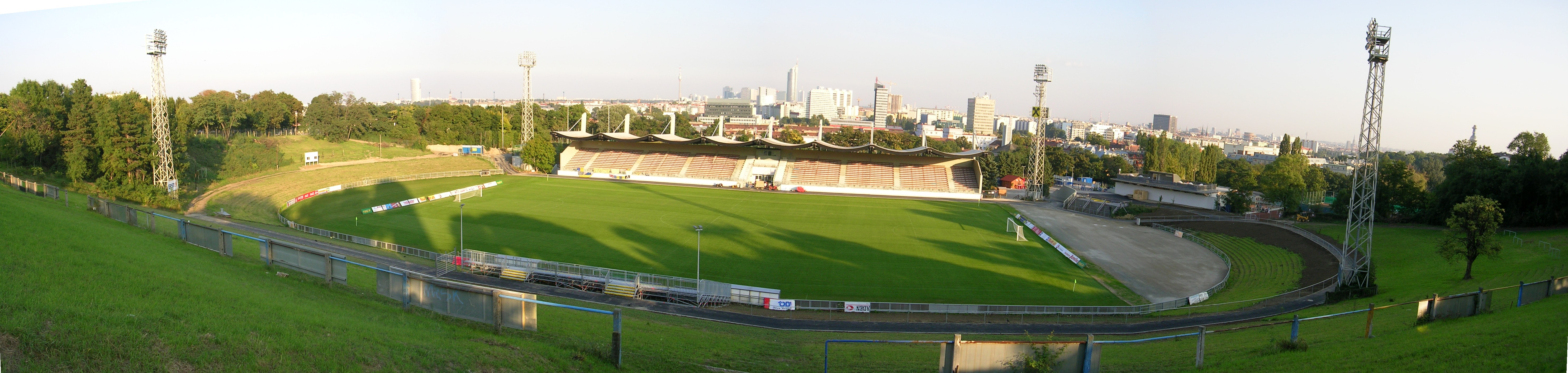
Das Stadion Hohe Warte in Wien-Döbling

| Stadion                | Verein                   | Stadt/Ort        | Eröffnung | Kapazität |
| ---------------------- | ------------------------ | ---------------- | --------- | --------- |
| Red Bull Arena         | FC Liefering             | Wals-Siezenheim  | 2003      | 30.188    |
| Merkur Arena           | Grazer AK                | Graz             | 1997      | 15.323    |
| Stadion Birkenwiese    | FC Dornbirn 1913         | Dornbirn         | 1935      | 12.000    |
| ImmoAgentur-Stadion    | Schwarz-Weiß Bregenz     | Bregenz          | 1951      | 12.000    |
| motion invest Arena    | FC Admira Wacker Mödling | Maria Enzersdorf | 1967      | 10.800    |
| Franz-Fekete-Stadion   | Kapfenberger SV          | Kapfenberg       | 1950      | 09.640    |
| NV Arena               | SKN St. Pölten           | St. Pölten       | 2012      | 08.012    |
| Josko Arena            | SV Ried                  | Ried im Innkreis | 2003      | 07.334    |
| Stadion Hohe Warte     | First Vienna FC          | Wien-Döbling     | 1921      | 07.200    |
| Stadion Donawitz       | DSV Leoben               | Leoben           | 1999      | 06.000    |
| Sparkasse Horn Arena   | SV Horn                  | Horn             | 1958      | 03.500    |
| Fußballarena Lafnitz   | SV Lafnitz               | Lafnitz          | 1964      | 03.000    |
| Ertl-Glas-Stadion      | SKU Amstetten            | Amstetten        |           | 03.000    |
| FAC-Platz              | Floridsdorfer AC         | Wien-Floridsdorf | 1933      | 03.000    |
| Solarstadion Gleisdorf | SK Sturm Graz II         | Gleisdorf        | 2002      | 000700    |
| Sportplatz Stripfing   | SV Stripfing             | Weikendorf       |           | 000500    |

### Regionalligen (Auswahl)
| Name                       | Team                  | Größe        |
| -------------------------- | --------------------- | ------------ |
| LIWEST Arena               | SK Vorwärts Steyr     | 9.000 Plätze |
| Wiener Sport-Club Platz    | Wiener Sport-Club     | 7.828 Plätze |
| voestalpine Stadion        | LASK Amateure OÖ      | 6.087 Plätze |
| Grenzlandstadion Kufstein  | FC Kufstein           | 5.000 Plätze |
| Sportanlage Wimpassing     | FC Wels               | 3.000 Plätze |
| Velly Arena Imst           | SC Imst               | 2.550 Plätze |
| Koralmstadion              | Deutschlandsberger SC | 2.500 Plätze |
| HOGO Arena                 | WSC Hertha Wels       | 2.000 Plätze |
| Silberstadtarena Schwaz    | SC Schwaz             | 2.000 Plätze |
| Lend Stadion               | SV Hall               | 2.000 Plätze |
| Park21 Arena               | Union Gurten          | 1.002 Plätze |
| Rax-Platz                  | TWL Elektra           | 1.000 Plätze |
| Sportplatz Wiener Viktoria | SC Wiener Viktoria    | 1.000 Plätze |

## Ehemalige Stadien

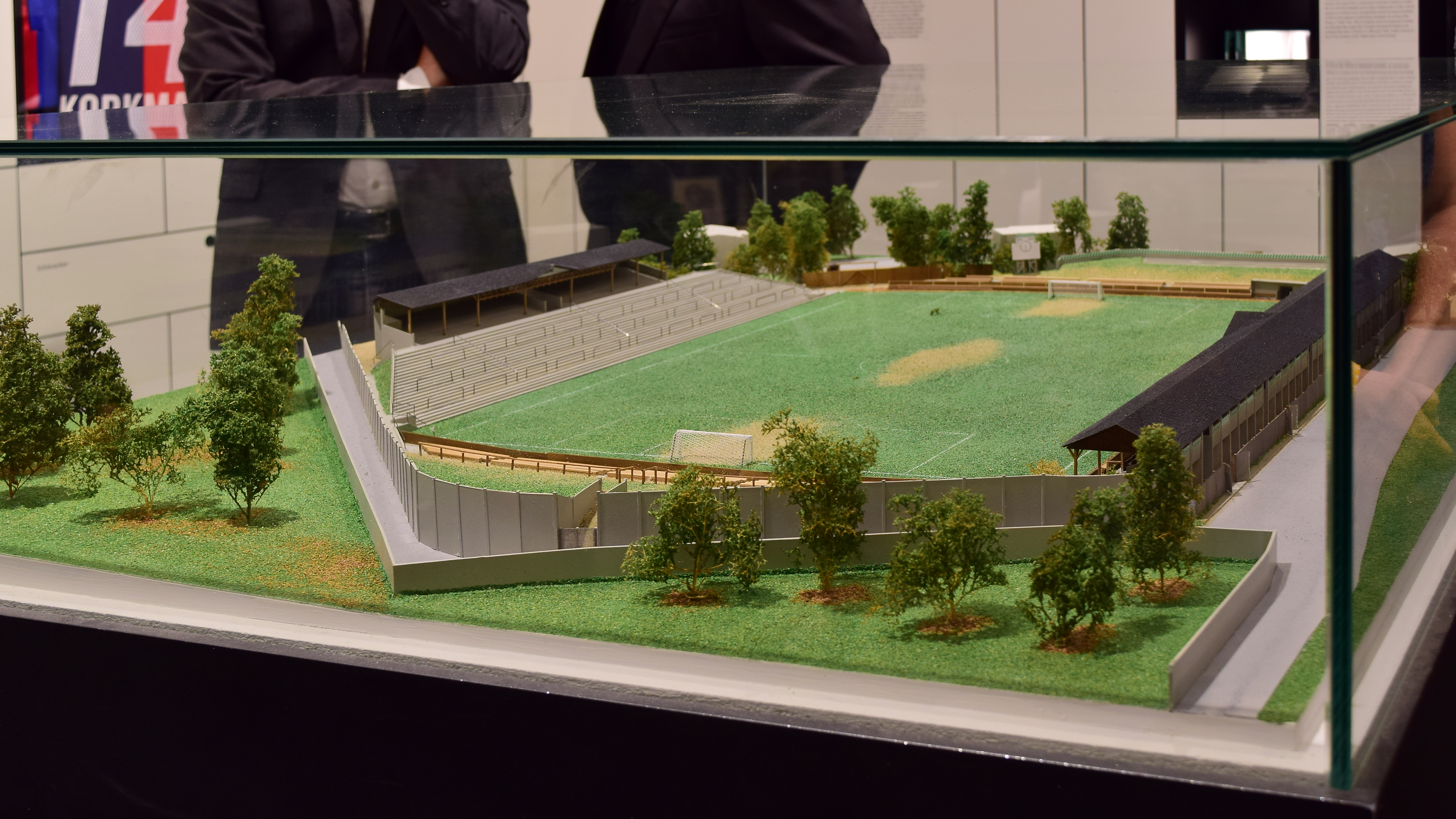
Die ehemalige Pfarrwiese in Wien-Hütteldorf (Modell)

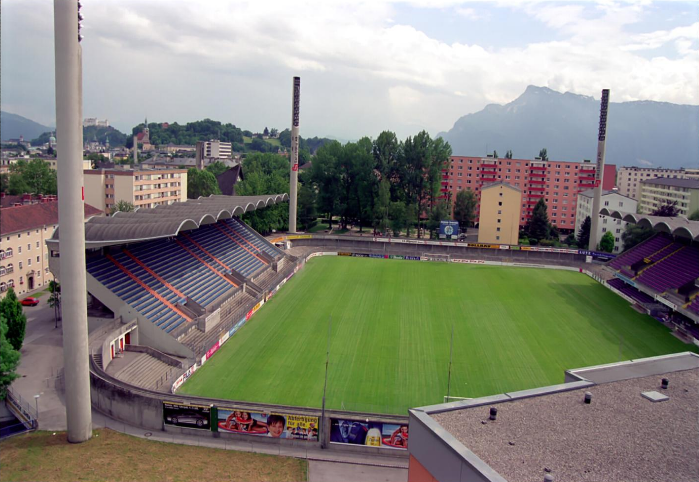
Das ehemalige Lehener Stadion in Salzburg-Lehen

| Name                    | Team               | Ort               | Größe         | Abriss |
| ----------------------- | ------------------ | ----------------- | ------------- | ------ |
| Krieauer Sportplatz     | SC Hakoah Wien     | Wien-Leopoldstadt | 25.000 Plätze | 1938   |
| Linzer Stadion          | LASK               | Linz              | 21.005 Plätze | 2021   |
| Pfarrwiese              | SK Rapid Wien      | Wien-Hütteldorf   | 20.000 Plätze | 1981   |
| Wacker-Platz            | SC Wacker Wien     | Wien-Meidling     | 20.000 Plätze | -      |
| Lehener Stadion         | Austria Salzburg   | Salzburg-Lehen    | 18.000 Plätze | 2006   |
| Gerhard-Hanappi-Stadion | SK Rapid Wien      | Wien-Hütteldorf   | 17.500 Plätze | 2014   |
| Tivoli-Stadion          | Wacker Innsbruck   | Innsbruck-Pradl   | 15.922 Plätze | 2000   |
| Lindenstadion           | SC Eisenstadt      | Eisenstadt        | 14.700 Plätze | 2011   |
| GAK-Stadion             | Grazer AK          | Graz-Geidorf      | 10.000 Plätze | 2005   |
| SAK-Platz               | Salzburger AK 1914 | Salzburg-Nonntal  | 03.800 Plätze | 2007   |

## Bundesligataugliche Stadien
Im Dezember 2016 verschärfte die Österreichische Bundesliga die Kriterien, welche Stadien für die höchste Spielklasse in Österreich zugelassen sind. Ziel der Verschärfungen ist es, den Komfort in den Bundesliga-Stadien zu erhöhen. In der Saison 2017/18 gibt es insgesamt 14 Stadien, die für die oberste Spielklasse zugelassen sind. Sobald die Umbauarbeiten in der Generali Arena in Wien abgeschlossen sind, gibt es dann 15 Stadien. Damit ist auch die Liste jener Vereine beschränkt, die künftig ohne weitere Umbauten in der Bundesliga mitspielen können, denn wer diese Kriterien nicht erfüllt, bekommt auch keine Lizenz.